# Sbory dobrovolných hasičů v Jihočeském kraji
Jednotku sboru dobrovolných hasičů obce je podle § 68 zákona č. 133/1985 Sb., o požární ochraně,
povinna zřídit každá obec. Mnohé obce jich zřizují více. Své sbory dobrovolných hasičů zřizují též některé průmyslové, dopravní a jiné firmy.
Většina sborů má ve svém názvu buď celá slova Sbor dobrovolných hasičů nebo jen zkratku SDH, některé sbory však mají názvy tvořené jinak.
Sbory dobrovolných hasičů v Česku zastřešuje Sdružení hasičů Čech, Moravy a Slezska (SH ČMS),  Česká hasičská jednota a Moravská hasičská jednota.
Sbory jsou označeny šesticiferným evidenčním číslem (první trojčíslí odpovídá okresu) a podle své velikosti, významu a vybavení se člení do kategorií:
největší sbory bývají v kategorii II, jiné významnější sbory v kategorii III, malé sbory v kategorii V a podnikové v kategorii VI.

## Seznam
Tento seznam obsahuje zatím především sbory uvedené v adresáři SH ČMS. Ve skutečnosti každá obec zřizuje nejméně jeden sbor.

### Okres České Budějovice
- SDH Borovany
- SDH Hrdějovice
- SDH Lišov[1]
- SDH Mydlovary
- SDH Rudolfov
- SDH Pištín
- SDH Hůry
- SDH Štěpánovice
- SDH Chrášťany
- SDH Litvínovice
- SDH Šindlovy Dvory
- SDH Mokré

a další

### Okres Český Krumlov
- SDH Holubov
- SDH Třísov
- SDH Vyšší Brod
- SDH Velešín
- SDH Horní Planá[2]
- SDH Benešov nad Černou
- SDH Besednice
- SDH Blansko
- SDH Bohdalovice
- SDH Brloh
- SDH Černá v Pošumaví
- SDH Český Krumlov
- SDH Dolní Dvořiště
- SDH Dolní Třebonín
- SDH Frymburk
- SDH Horní Dvořiště
- SDH Hubenov
- SDH Chmelná
- SDH Jaroním
- SDH Krásetín
- SDH Křemže
- SDH Lhotka
- SDH Loučej
- SDH Loučovice
- SDH Malonty
- SDH Mojné
- SDH Mříč
- SDH Netřebice
- SDH Nová Ves
- SDH Omlenice
- SDH Pernek
- SDH Plešovice
- SDH Pořešín
- SDH Prostřední Svince
- SDH Přední Výtoň
- SDH Přídolí
- SDH Přísečná
- SDH Přířez
- SDH Rájov
- SDH Rozpoutí
- SDH Rožmberk
- SDH Rožmitál
- SDH Skřidla
- SDH Soběnov
- SDH Srnín
- SDH Strádov
- SDH Stupná
- SDH Větřní
- SDH Věžovatá Pláně
- SDH Výheň
- SDH Záluží
- SDH Zubčice
- SDH Zvíkov
- SDH Žďár

### Okres Jindřichův Hradec
- SDH Jindřichův Hradec[3][4]
- SDH Dačice
- SDH Český Rudolec
- SDH Slavonice
- SDH Markvarec
- SDH Valtínov
- SDH Heřmaneč
- SDH Kardašova Řečice[5]
- SDH Suchdol nad Lužnicí[6]
- SDH Nová Bystřice
- SDH Halámky
- SDH České Velenice
- SDH Rapšach

a další

### Okres Písek
- OSH Písek[7]
- SDH Platan Protivín
- SDH Dolní Novosedly
- SDH Záhoří
- SDH Skály
- SDH Jetětice
- SDH Milevsko
- SDH Sepekov
- SDH Hrazany
- SDH Dobrošov
- SDH Klisinec
- SDH Hrazánky
- SDH Záluží
- SDH Hněvanice
- SDH Zhoř
- SDH Blehov
- SDH Ratiboř
- SDH Záboří[8]

a další

### Okres Prachatice
- OSH Prachatice[9]
- SDH Budilov[10]
- SDH Ktiš
- SDH Protivec
- SDH Stachy
- SDH Vlachovo Březí
- SDH Nová Pec[11]
- SDH Žernovice[12][13]
- SDH Hrabice
- SDH Vimperk

A další

### Okres Strakonice
- OSH Strakonice[14]
- SDH Čichtice
- SDH Drahenický Málkov[15]
- SDH Mladějovice[16]
- SDH Modlešovice
- SDH Přechovice
- SDH Strakonice
- SDH Vodňany
- SDH Volyně

a další

### Okres Tábor
- SDH Tábor[17]
- SDH Náchod[18]
- SDH Radostovice
- SDH Klečaty
- SDH Nemyšl
- SDH Slapy[19]
- SDH Veselí nad Lužnicí
- SDH Zhoř u Tábora[20]
- SDH Nedvědice[21]
- SDH Čekanice
- SDH Roudna
- SDH Bechyně

a další